# Бонито Олива, Акилле
Акилле Бонито Олива (итал. Achille Bonito Oliva; род. 4 ноября 1939, Каджано, Италия) — итальянский арт-критик, куратор, писатель, теоретик искусства.
В 1979 году ввёл термин «трансавангард» (итал. Transavanguardia italiana) применительно к направлению в итальянском искусстве, а также автор ряда книг, в которых обосновывает закономерность появления этой фазы в современной живописи. Понятие «трансавангард» укоренилось в истории искусства XX века и оказало влияние на творчество художников других стран, в частности на представителей Южнорусской и Новой украинской волны.
С ним чаще всего ассоциируются такие художники, как Сандро Киа, Франческо Клементе, Энцо Кукки, Никола де Мариа, англ. Миммо Паладино и др.
Бонито Олива — профессор Римского университета Ла Сапиенца (итал. Universita degli studi di Roma La Sapienza. С 1968 года живёт в Риме.

## Карьера
В юности получил классическое образование, окончив юридический факультет Неаполитанского университета имени Фридриха II (1961). Позже поступил на литературный факультет, чтобы совершенствоваться в первоначальном призвании — поэзии.
В 1970-х организовывал в Риме выставки, сотрудничая с художниками направления Арте повера, в частности, с Яннисом Кунеллисом  и Микеланджело Пистолетто.
В 1978 Бонито Олива возглавил кураторскую группу 38-й Венецианской биеннале (тема: «От природы к искусству, от искусства к природе»), а в 1993 был единоличным куратором 45-й Венецианской биеннале. Тогда в итальянском разделе были представлены художники Франческо Клементе, Лучано Фабро, Эмилио Исгро (итал. Emilio Isgrò), Фабио Маури (итал. Fabio Mauri), Эугенио Миччини (итал. Eugenio Miccini), Хидетоши Нагасава (итал. Hidetoshi Nagasawa), Франко Ваккари (итал. Franco Vaccari). Россию представлял незадолго перед тем переселившийся на Запад Илья Кабаков с проектом «Красный павильон» .

## Признание
- Золотая медаль «За вклад в развитие культуры и искусства» (17 мая 2005 года)[7]
- Кавалер Ордена искусств и литературы Французской Республики (1992) (l’Ordre des Arts et des Lettres)